# Günther Amelung
Günther Amelung (8 de Abril de 1914 - 29 de Março de 1944) foi um oficial alemão que serviu na Heer durante a Segunda Guerra Mundial. Foi condecorado com a Cruz de Cavaleiro da Cruz de Ferro.